# Báthori András (országbíró)
Ecsedi Báthori András (? – Kanizsa, 1566 novembere) (Bonaventura) országbíró, tárnokmester.

## Élete
Ecsedi Báthori András (†1534) tárnokmester és Rozgonyi Katalin fiaként született 5 fiú- és 1 lánytestvérével együtt. Egyik testvére, Miklós ugyancsak viselte az országbírói tisztséget.
A Mohács utáni polgárháborús években Török Bálinttal együtt valóságos hadjáratokat vezet Bakics Pál Győr megyei birtokai ellen.
Apjához hasonlóan ő is I. Ferdinánd híve volt. Több megye főispánságát is elnyerte, így 1532-től Somogy, 1534-tő haláláig Liptó, 1540-1550-ig Szepes, 1548-1563-ig Szatmár, 1551-1556-ig Szabolcs vármegyéét. 1542. márciustól decemberig dunántúli országos főkapitány, 1544-1554-ig tárnokmester volt. Ferdinánd őt nevezte ki tiszántúli főkapitánnyá is. Kávásy Kristóf huszti kapitányt, aki rablóvezérré züllött, 1546-ban sikerült kiűznie Máramaros vármegyéből.
1549-ben az ecsedi várban tanácskoztak Ferdinánd és Izabella követei. Feltehetően ekkor itt volt a kor krónikása, Tinódi Lantos Sebestyén is.
1551-ben mint Ferdinánd biztosa bevonult Kolozsvárra Giovanni Battista Castaldo generálissal és Nádasdy Tamással együtt, hogy Izabella magyar királynéval annak lemondásáról tárgyaljanak. 1552 áprilisában Ferdinánd kinevezte erdélyi vajdának, amiről ő viszont 1553 tavaszán lemondott. 1554-ben Ferdinánd nádornak jelölte, az országgyűlés azonban Nádasdy Tamást választotta meg. 1554 júniusától országbíró lett, és az is maradt haláláig.

## Családja
Első felesége – Thurzó Anna, Thurzó Elek lánya – halála után szobalányát, Mindszenti Katalint vette feleségül. Gyermekei nem születtek.